# Paraliparis obliquosus
Paraliparis obliquosus is een  straalvinnige vissensoort uit de familie van snotolven (Cyclopteridae). De wetenschappelijke naam van de soort is voor het eerst geldig gepubliceerd in 2003 door Chernova & Duhamel.
De soort staat op de Rode Lijst van de IUCN als Onzeker, beoordelingsjaar 2009.